# Cristiano Ernesto di Sassonia-Coburgo-Saalfeld
Cristiano Ernesto di Sassonia-Coburgo-Saalfeld, detto anche Cristiano Ernesto II (Saalfeld, 18 agosto 1683 – Saalfeld, 4 settembre 1745), fu duca di Sassonia-Coburgo-Saalfeld.

## Biografia

### Infanzia

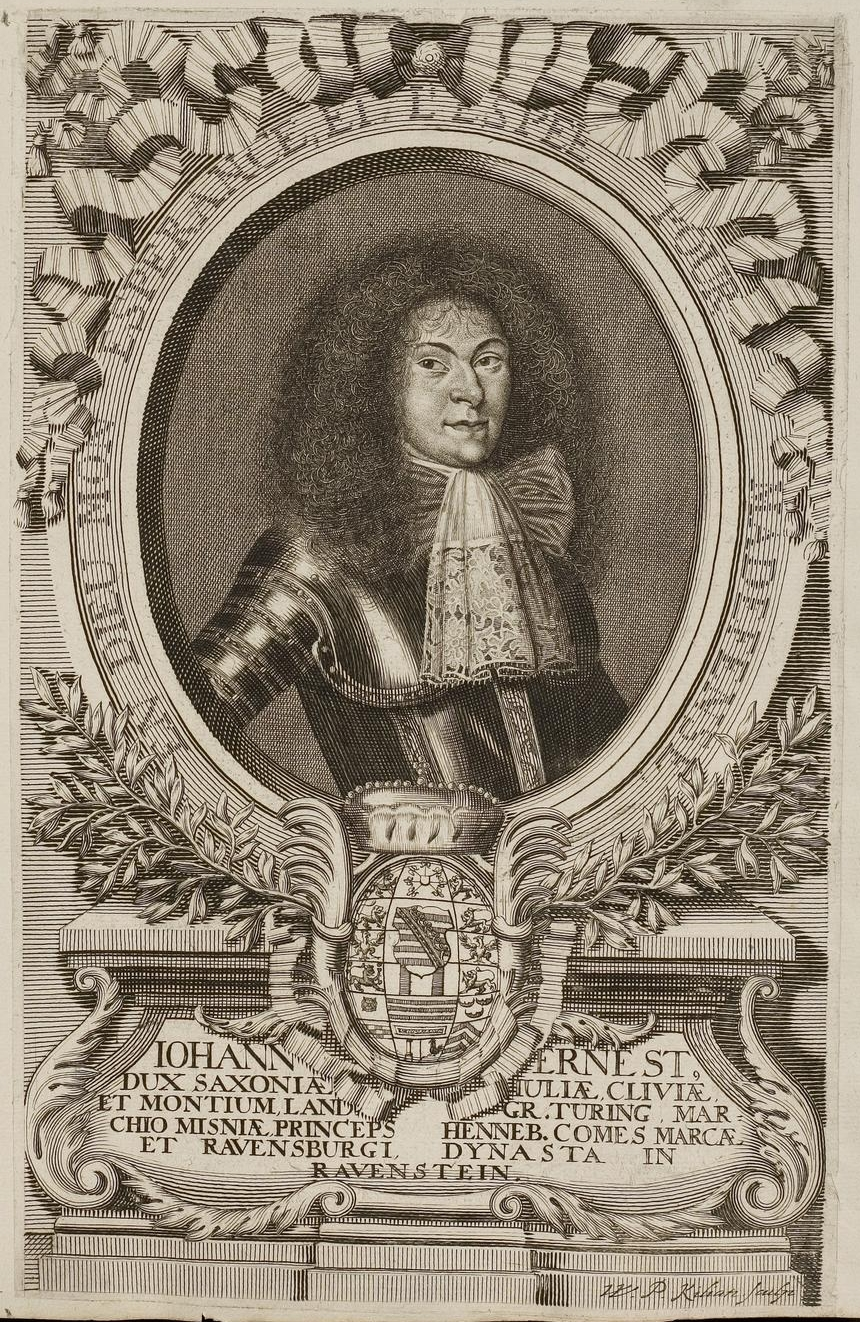
Giovanni Ernesto di Sassonia-Coburgo-Saalfeld

Egli era l'unico figlio sopravvissuto di Giovanni Ernesto di Sassonia-Coburgo-Saalfeld e della sua prima moglie, Sofia Edvige di Sassonia-Merseburg.

### Matrimonio

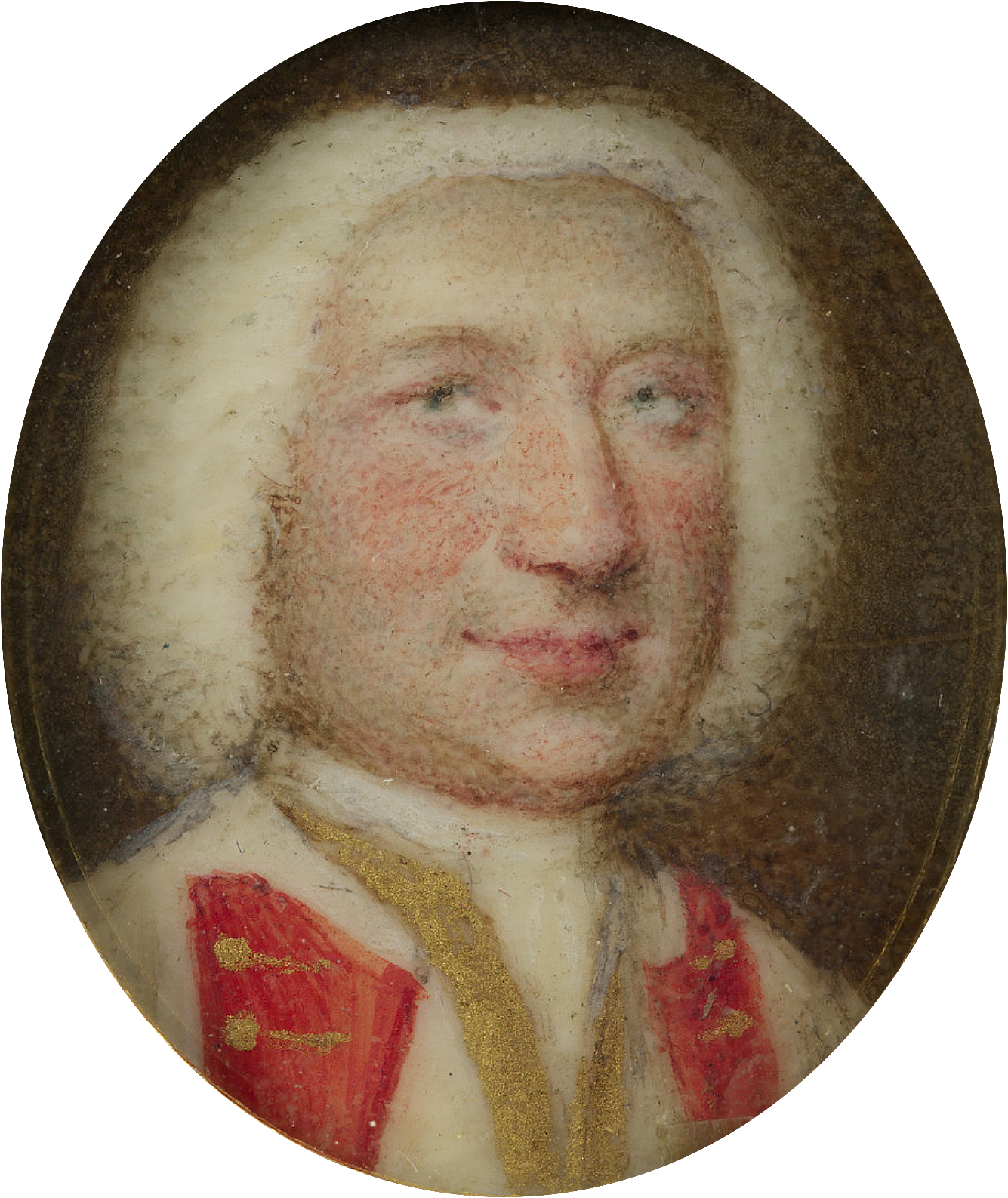
Cristiano Ernesto di Sassonia-Coburgo-Saalfeld

A Naitschau, il 18 agosto 1724, Cristiano Ernesto sposò morganaticamente Cristiana Federica di Koss; per questo, il suo fratellastro minore, Francesco Giosea, reclamò tutti i diritti di successione al trono del ducato.

### Ascesa

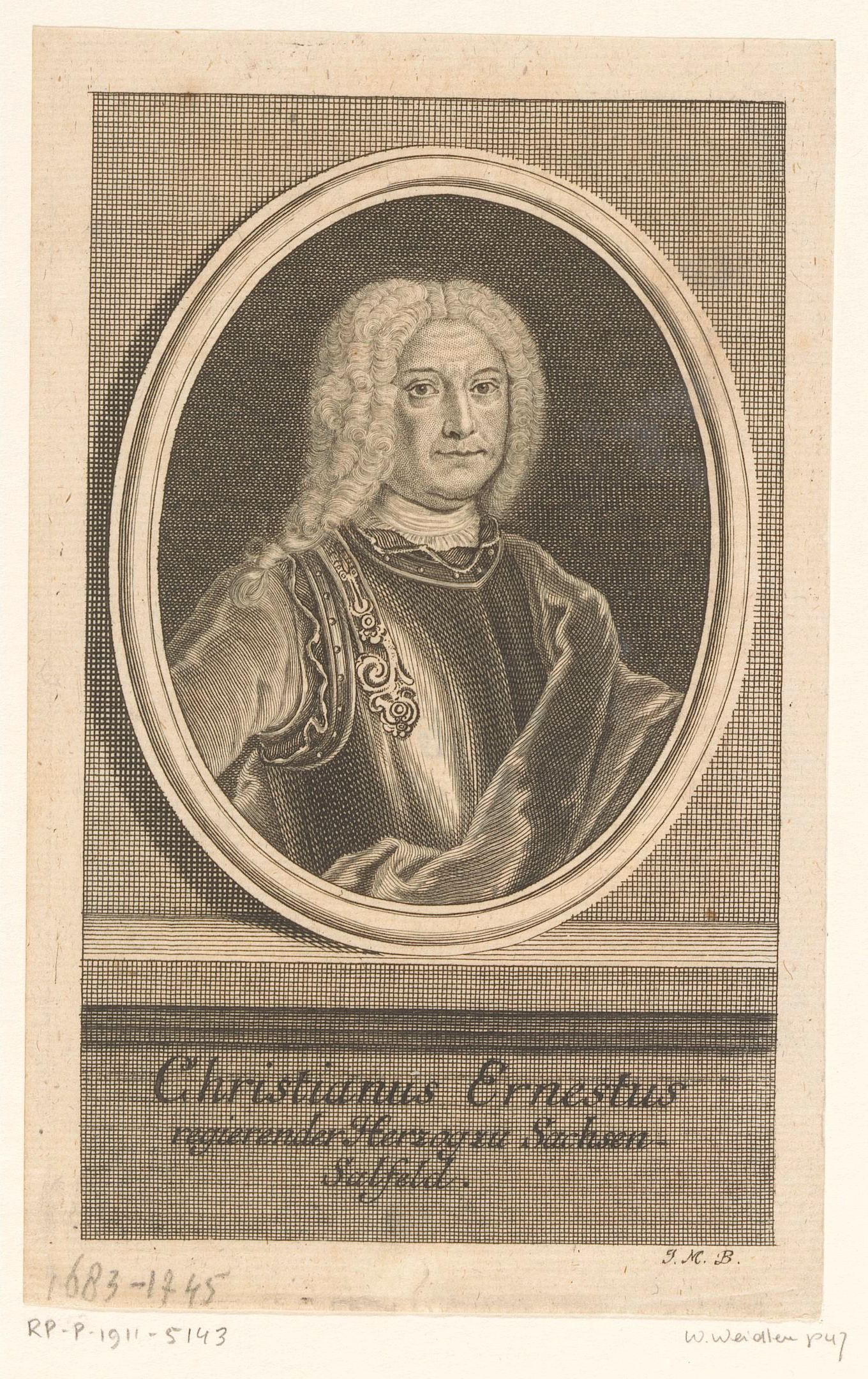
Cristiano Ernesto in una stampa d'epoca

Suo padre, il duca Giovanni Ernesto, stabilì un duplice governo per i due fratelli con la clausola di indivisibilità del ducato, anche alla sua morte, nel 1729. Cristiano Ernesto prese residenza a Saalfeld e Francesco Giosea a Veste Coburg.

### Controversia Ereditaria di Coburg Eisenberg Roemhilder

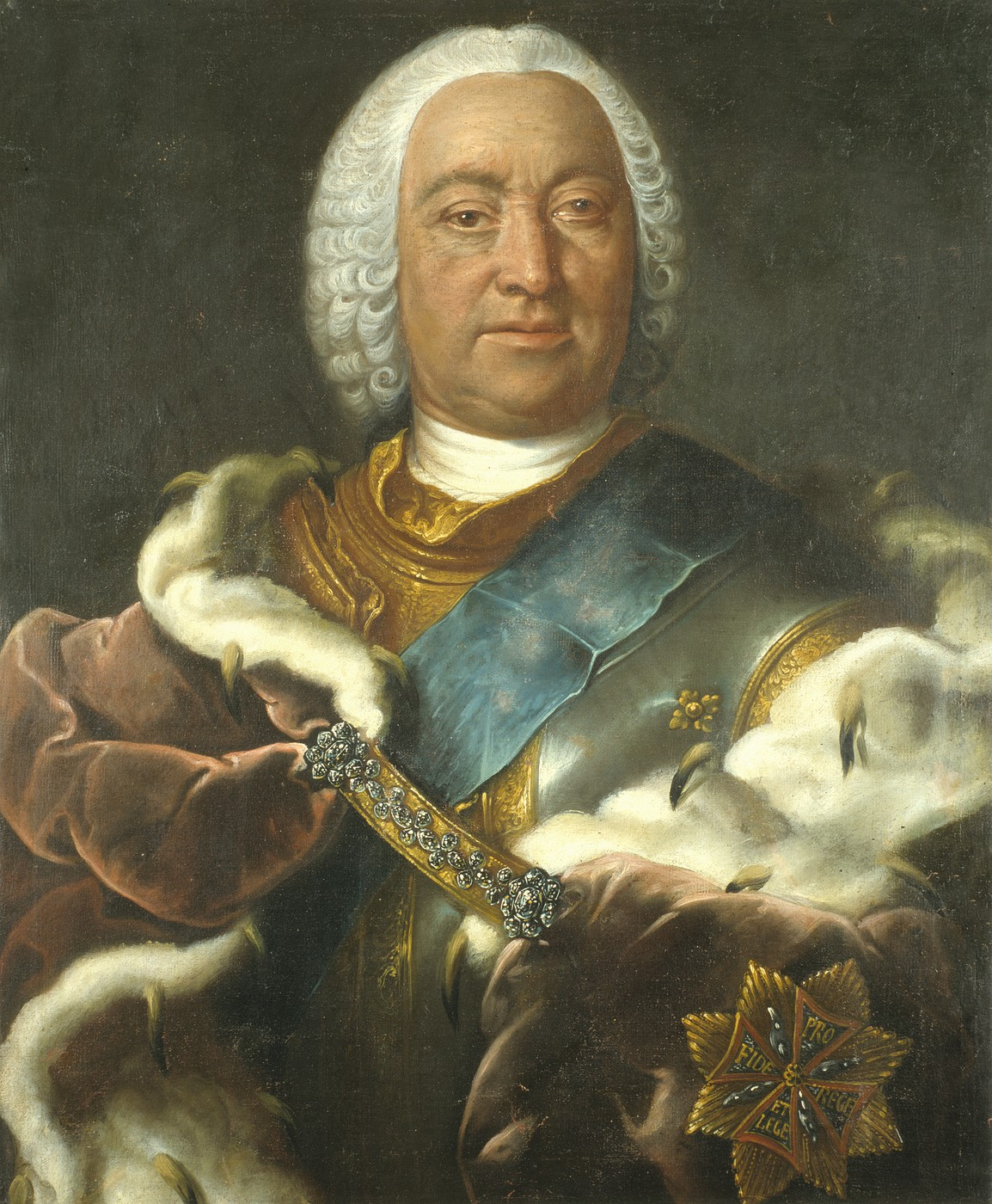
Francesco Giosea di Sassonia-Coburgo-Saalfeld

Il doppio governo originò la "Controversia Ereditaria di Coburg Eisenberg Roemhilder", nella quale Cristiano Ernesto ricevette Coburgo, Rodach, Mönchröden e metà di Neuhaus. Cristiano Ernesto morì senza eredi e tutta la sua eredità passò al fratellastro Francesco Giosea.

## Ascendenza
|                                                |                                  |                                        | Genitori                                |  |  | Nonni |  |  | Bisnonni                       |  |  | Trisnonni                             |  |
|                                                |                                  |                                        |                                         |  |  |       |  |  | Giovanni II di Sassonia-Weimar |  |  | Giovanni Guglielmo di Sassonia-Weimar |  |
|                                                |                                  |                                        |                                         |  |  |       |  |  | Giovanni II di Sassonia-Weimar |  |  | Giovanni Guglielmo di Sassonia-Weimar |  |
|                                                |                                  | Dorotea Susanna di Wittelsbach-Simmern |                                         |  |  |       |  |  | Giovanni II di Sassonia-Weimar |  |  |                                       |  |
| Ernesto I di Sassonia-Gotha-Altenburg          |                                  |                                        |                                         |  |  |       |  |  | Giovanni II di Sassonia-Weimar |  |  |                                       |  |
|                                                |                                  | Dorotea Maria di Anhalt                | Gioacchino Ernesto di Anhalt            |  |  |       |  |  |                                |  |  |                                       |  |
|                                                |                                  | Dorotea Maria di Anhalt                | Gioacchino Ernesto di Anhalt            |  |  |       |  |  |                                |  |  |                                       |  |
|                                                |                                  | Dorotea Maria di Anhalt                | Eleonora del Württemberg                |  |  |       |  |  |                                |  |  |                                       |  |
| Giovanni Ernesto di Sassonia-Coburgo-Saalfeld  |                                  | Dorotea Maria di Anhalt                |                                         |  |  |       |  |  |                                |  |  |                                       |  |
|                                                |                                  | Giovanni Filippo di Sassonia-Altenburg | Federico Guglielmo I di Sassonia-Weimar |  |  |       |  |  |                                |  |  |                                       |  |
|                                                |                                  | Giovanni Filippo di Sassonia-Altenburg | Federico Guglielmo I di Sassonia-Weimar |  |  |       |  |  |                                |  |  |                                       |  |
|                                                |                                  | Giovanni Filippo di Sassonia-Altenburg | Anna Maria del Palatinato-Neuburg       |  |  |       |  |  |                                |  |  |                                       |  |
| Elisabetta Sofia di Sassonia-Altenburg         |                                  | Giovanni Filippo di Sassonia-Altenburg |                                         |  |  |       |  |  |                                |  |  |                                       |  |
|                                                |                                  | Elisabetta di Brunswick-Wolfenbüttel   | Enrico Giulio di Brunswick-Lüneburg     |  |  |       |  |  |                                |  |  |                                       |  |
|                                                |                                  | Elisabetta di Brunswick-Wolfenbüttel   | Enrico Giulio di Brunswick-Lüneburg     |  |  |       |  |  |                                |  |  |                                       |  |
|                                                |                                  | Elisabetta di Brunswick-Wolfenbüttel   | Elisabetta di Danimarca                 |  |  |       |  |  |                                |  |  |                                       |  |
| Cristiano Ernesto di Sassonia-Coburgo-Saalfeld |                                  | Elisabetta di Brunswick-Wolfenbüttel   |                                         |  |  |       |  |  |                                |  |  |                                       |  |
|                                                | Filippo VII di Waldeck-Wildungen | Cristiano di Waldeck-Wildungen         |                                         |  |  |       |  |  |                                |  |  |                                       |  |
|                                                | Filippo VII di Waldeck-Wildungen | Cristiano di Waldeck-Wildungen         |                                         |  |  |       |  |  |                                |  |  |                                       |  |
|                                                | Filippo VII di Waldeck-Wildungen | Elisabetta di Nassau-Siegen            |                                         |  |  |       |  |  |                                |  |  |                                       |  |
| Giosia II di Waldeck-Wildungen                 | Filippo VII di Waldeck-Wildungen |                                        |                                         |  |  |       |  |  |                                |  |  |                                       |  |
|                                                |                                  | Anna Caterina di Sayn-Wittgenstein     | Luigi II di Sayn-Wittgenstein           |  |  |       |  |  |                                |  |  |                                       |  |
|                                                |                                  | Anna Caterina di Sayn-Wittgenstein     | Luigi II di Sayn-Wittgenstein           |  |  |       |  |  |                                |  |  |                                       |  |
|                                                |                                  | Anna Caterina di Sayn-Wittgenstein     | Giuliana di Solms-Braunfels             |  |  |       |  |  |                                |  |  |                                       |  |
| Carlotta Giovanna di Waldeck-Wildungen         |                                  | Anna Caterina di Sayn-Wittgenstein     |                                         |  |  |       |  |  |                                |  |  |                                       |  |
|                                                |                                  | Guglielmo di Nassau-Hilchenbach        | Giovanni VII di Nassau-Siegen           |  |  |       |  |  |                                |  |  |                                       |  |
|                                                |                                  | Guglielmo di Nassau-Hilchenbach        | Giovanni VII di Nassau-Siegen           |  |  |       |  |  |                                |  |  |                                       |  |
|                                                |                                  | Guglielmo di Nassau-Hilchenbach        | Maddalena di Waldeck-Wildungen          |  |  |       |  |  |                                |  |  |                                       |  |
| Guglielmina Cristina di Nassau-Siegen          |                                  | Guglielmo di Nassau-Hilchenbach        |                                         |  |  |       |  |  |                                |  |  |                                       |  |
|                                                |                                  | Cristina di Erbach                     | Giorgio III di Erbach-Breuberg          |  |  |       |  |  |                                |  |  |                                       |  |
|                                                |                                  | Cristina di Erbach                     | Giorgio III di Erbach-Breuberg          |  |  |       |  |  |                                |  |  |                                       |  |
|                                                |                                  | Cristina di Erbach                     | Maria di Barby-Mühlingen                |  |  |       |  |  |                                |  |  |                                       |  |
|                                                |                                  | Cristina di Erbach                     |                                         |  |  |       |  |  |                                |  |  |                                       |  |